# لويغي فيريرو
لويغي فيريرو (بالإيطالية: Luigi Ferrero)‏ (26 ديسمبر 1904 تورينو إيطاليا - 31 أكتوبر 1984 تورينو إيطاليا) هو لاعب كرة قدم إيطالي سابق كان يلعب كمهاجم.

## روابط خارجية
- لويغي فيريرو على موقع قاعدة بيانات كرة القدم.إي يو (الإنجليزية)
- لويغي فيريرو على موقع عالم كرة القدم.نت (الإنجليزية)